# 9996 ANS
أي أن أس (ويعرف أيضًا باسم 9996 أي أن أس وفق تسمية الكوكب الصغير) (بالإنجليزية: ANS)‏ هو كويكب ضمن حزام الكويكبات؛ وترتيبه 9996 من حيث الاكتشاف.
اكتُشف هذا الجُرم الفلكي بواسطة توم جيرليز في 17 أكتوبر 1960، وأُطلق عليه هذا الاسم نسبةً إلى Astronomical Netherlands Satellite ‏.

## وصلات خارجية
- 9996 ANS في قاعدة بيانات مختبر الدفع النفاث لأجرام النظام الشمسي الصغيرة

- الاكتشاف · مخطط المدار ·  العناصر المدارية · المعلمات المادية

- 9996 ANS على موقع ويكي سكاي: DSS2, SDSS, GALEX, IRAS, Hydrogen α, X-Ray, Astrophoto, Sky Map, Articles and images